# Hidrocotilè
L'hidrocòtile (Centella asiatica) o centel·la asiàtica és una planta herbàcia, originària de les regions pantanoses, tropicals i subtropicals, d'Àfrica, Madagascar, Àsia, Austràlia, Illes del Pacífic, Malàisia, Melanèsia i Nova Guinea.
És una planta de la família apiàcia (o Umbelliferae), originària de la zona pantropical d'Austràlia, Indonèsia, Xina, Índia, Sri Lanka, Madagascar, Àfrica del Sud. Una altra espècie, Centella erecta, creix també a algunes zones d'Amèrica del Sud com Brasil, i d'altres d'Amèrica central. Habita zones humides i amb ombres (zones enfangades) típiques de climes tropicals i subtropicals. C. asiatica és una herbàcia perenne que no fa més d'un pam d'alçada. Les seves fulles són enteres i amb protuberàncies arrodonides. La inflorescència consta de tres a sis flors sèssils. El fruit és un aqueni, més concretament un diaqueni amb forma de disc.

## Morfologia
Planta petita, herbàcia, estolonífera i polimorfa. Les fulles són simples i peciolades. El limbe és arrodonit de forma orbicular-reniforme (d'1,5 a 7 cm d'amplada i d'1 a 6 cm de llargada). La làmina, palmatinèrvia (de 5 a 9 nervadures principals), té l'àpex arrodonit, els marges dentats i presenta una textura epidèrmica suau. En les fulles més joves s'observa una pilositat vermellosa. El pecíol és fistulós, llarg (uns 15 cm de longitud), més ample a la base i amb estípules de color castany verdós.
Les flors són petites (2 mm), blanques o rosades, organitzades en petites umbel·les simples (generalment de 3 a 5) amb un peduncle curt de color blanc o rosat, poc vistoses i properes al sòl. Les flors són hermafrodites i presenten 5 pètals amb 5 estams i dos estigmes.
El fruit és un diaqueni de color marró, orbicular, isodiamètric, comprimit lateralment, amb 7 nervadures per mericarpi i un pericarpi molt gruixut i reticulat. Les llavors són petites i comprimides.
Les tiges, de color verd vermellós, són fines i amb estolons. Les plantes estan interconnectades entre si.
Els rizomes, de color crema, creixen verticalment i estan coberts de pèls radiculars.

## Hàbitat
La planta viu en superfícies pantanoses, zones humides i en riberes de sòls pantanosos de zones tropicals o subtropicals com per exemple d'Àsia.

## Especialitat i indicacions
La planta s'utilitza en: dermatologia, ginecologia, oftalmologia i estètica. Està indicada com a tònic cerebral, estimulant circulatori i diurètic.

## Parts útils i composició química
Com a droga s'utilitzen les parts aèries dessecades i fragmentades de la planta.
La droga un cop dessecada conté d'un 2% a un 3% de derivats triterpènics pentacíclics amb el nucli de l'alfa-amirina (deriva del nucli de l'ursà), entre els quals hi ha: 
- Asiaticòsid que constitueix el 40%. Es tracta d'un triterpè pentacíclic derivat de l'alfa-amirina que en la seva estructura presenta: un doble enllaç, 3 grups hidroxil i un grup carboxil. El carboxil s'uneix pel C28 a una cadena de sucres, constituïda per 2 glucoses i 1 ramnosa, formant un enllàç èster (èster de l'àcid asiàtic i un trisacàrid). Encara que no es tracta d'un heteròsid típic (normalment en lloc d'un enllaç tipus èster s'hi sol trobar un enllaç tipus èter) presenta moltes de les propietats d'aquestes molècules.
- Àcid asiàtic que constitueix el 30%. Està constituït per la mateixa molécula que l'asiaticòsid però sense la cadena glucídica (ve a ser l'aglicò de l'asiaticòsid).
- Àcid madecàsic i una petita proporció de madecasòsid que constitueixen el 30%. El madecasòsid és igual que l'asiaticòsid amb un hidroxil addicional en la posició 6 (èster de l'àcid madecàsic i un trisacàrid).
- Altres saponines minoritàries: centellòsid, brahmòsid, brahminòsid i centellosaponines B,C, i D.

Per altra banda la planta també conté: tanins (20-25%), oli essencial (0,1% en beta-cariofilè, trans-beta-farnesè i germacrè), fitosterols (campesterol, citosterol, estigmaesterol), mucílag, resina, aminoàcids lliures (alanina, serina, aminobutirat, aspartat, glutamat, lisina i treonina), flavonides (derivats de la quercetina i kempferol), alcaloides (hidrocotilina), àcids grassos (àcid linoleic, linolènic, oleic, palmític i esteàric).

## Accions farmacològiques
Té un efecte cicatritzant, reparador tissular, vasoprotector vascular i antipruriginós degut principalment a l'asiaticòsid. També és astringent (pels tanins) i antisèptic (pels tanins i l'oli essencial). Actuen sobre el teixit conjuntiu afavorint la biosíntesi del col·lagen. De fet, faciliten la fixació d'aminoàcids fonamentals pel col·lagen (prolina i alanina). L'acció es posa de manifest clínicament amb un efecte cicatritzant. L'asiaticòsid estimula l'activació fibroblàstica amb un efecte reepitelitzant (estimulació de la síntesi de col·lagen). El seu interès radica en la regeneració de teixits, úlceres, úlceres varicoses, úlceres de decúbit, ferides de cicatrització dificultosa i per al tractament de cremades. També inhibeix el procés inflamatori que pot provocar hipertròfia en cicatrius i presenta una activitat antivírica i immunomodularora.

## Formes d'ús
L'extracte (asiaticòsid i àcid asiàtic) s'utilitza principalment en formes d'aplicació tòpica: pomades, pólvores, compreses impregnades, solucions i col·liris. Per via oral: infusions, extractes secs de càpsules i extractes fluids i tintures en gotes. També es poden utilitzar per via interna en forma de comprimits o injectables. Freqüentment s'associa al ginkgo, hamamelis o castanyer d'índies per tractar insuficiències venoses per via tòpica i amb lavanda, calèndula i equinàcia per cicatritzar llagues i ferides.

## Observacions, precaucions i toxicitat
Per via tòpica pot provocar erupcions cutànies (manifestacions d'hipersensibilitat). Per via oral, si s'administra a dosis altes, és estupefaent, narcòtic i pot provocar nàusees i dolors gàstrics (trastorns digestius). Així i tot, la planta es considera segura i no presenta interaccions negatives amb altres medicaments. No es pot utilitzar en l'embaràs ni en la lactància. Es recomana precaució en el cas de l'ús per via interna. Destacar que l'OMS suggereix la seva contraindicació en persones sensibles a altres plantes de la família de les apiàcies.

## Principis actius

esquema de madecasòsid

esquema de terminolòsid

L'extracte s'obté de les parts aèries (fulles i pecíols). Es poden identificar els següents components: olis essencials, flavonoides, fitoesterols, aminoàcids, sucres i saponines triterpèniques (en especial els àcids pentacíclics denominats àcid asiàtic, àcid madecàsic i els seus corresponents glucòsids: asiaticòsid, madecasòsid i terminolòsid.

## Acció farmacològica
Les accions més estudiades són les de cicatritzants, epitelitzants, vasoprotectores, reparadores i renovadores de pell i mucoses. Aquestes accions es deuen a la sinergia especialment dels components triterpènics, i cadascun d'ells per separat han mostrar (in vitro) estimular l'activació fibroblàstica i la reproducció de col·lagen I i III, clau en la curació de ferides.
Acció cicatritzant:
S'ha demostrat que els asiaticòsids produeixen una acceleració en la curació postquirúrgica de ferides i úlceres en general. També s'ha demostrat la seva capacitat inmunomoduladora i inhibidora del procés inflamatori, mostrant l'eficàcia en tractaments de cicatrius hipertròfiques disminuint la fibrosis de les ferides.
- Acció antifúngica: Les genines han presentat una acció antifúngica (contra Pityrosporum ovale de la caspa, antibacteriana (contra el Propionibacterium acnes de l'acne, i antifermentativa; això permet la seva aplicació damunt la pell agredida.

## Usos en aplicació tòpica
La monogrfia de l'OMS indica l'ús de preparats a base de Centella asiàtica pel tractament de ferides, cremades i malalties ulceroses de la pell. Extractes de la planta s'han emprat també per tractar ferides post-traumàtiques i quirúrgiques. S'utilitza com a tractament coadjuvant de la lepra. Per la seva acció reparadora s'empra a tatuatges, cremades lleus post solars, peelings i tractament amb làser.